# Cyperus shandongense
Cyperus shandongense là loài thực vật có hoa trong họ Cói. Loài này được F.Z.Li mô tả khoa học đầu tiên năm 1984.